# Нагида, Мамаду
Мамаду Абубакар Нагида (фр. Mahamadou Aboubakar Nagida; родился 28 июня 2005, Дуала) — камерунский футболист, левый защитник клуба «Ренн» и сборной Камеруна.

## Клубная карьера
Тренировался в футбольной академии «Эколь де Футболь Брассери дю Камерун». В августе 2023 года перешёл во французский клуб «Ренн», подписав пятилетний контракт. 30 ноября 2023 года дебютировал в основном составе «Ренна» в матче Лиги Европы против клуба «Маккаби» (Хайфа). 9 декабря 2023 года дебютировал во французской Лиге 1 в матче против «Монако».

## Карьера в сборной
Летом 2023 года в составе сборной Камеруна до 20 лет выиграл Франкофонские игры, которые прошли в Киншасе.

## Достижения
Сборная Камеруна (до 20 лет)
- Победитель Франкофонских игр: 2023